# PSZ1 G311.65-18.48
PSZ1 G311.65-18.48 è un ammasso di galassie situato nella costellazione dell'Uccello del paradiso ad una distanza di 4,6 miliardi di anni luce da noi (la luce che proviene da questo ammasso ha la stessa età della Terra). La sua massa stimata è 2,93×1014 M⊙, una massa capace di deformare lo spazio-tempo al punto di divenire una lente gravitazionale con la quale si possono osservare galassie anche molto piccole e molto più distanti. La lente gravitazionale costituita da questo ammasso ha infatti permesso di osservare 12 immagini di una galassia distante circa 10,9 miliardi di anni luce, la galassia Sunburst, che compare lungo quattro archi maggiori che compongono un anello di Einstein. In questa galassia è stata scoperta la stella più luminosa mai osservata, denominata Godzilla.